# Inloopkast

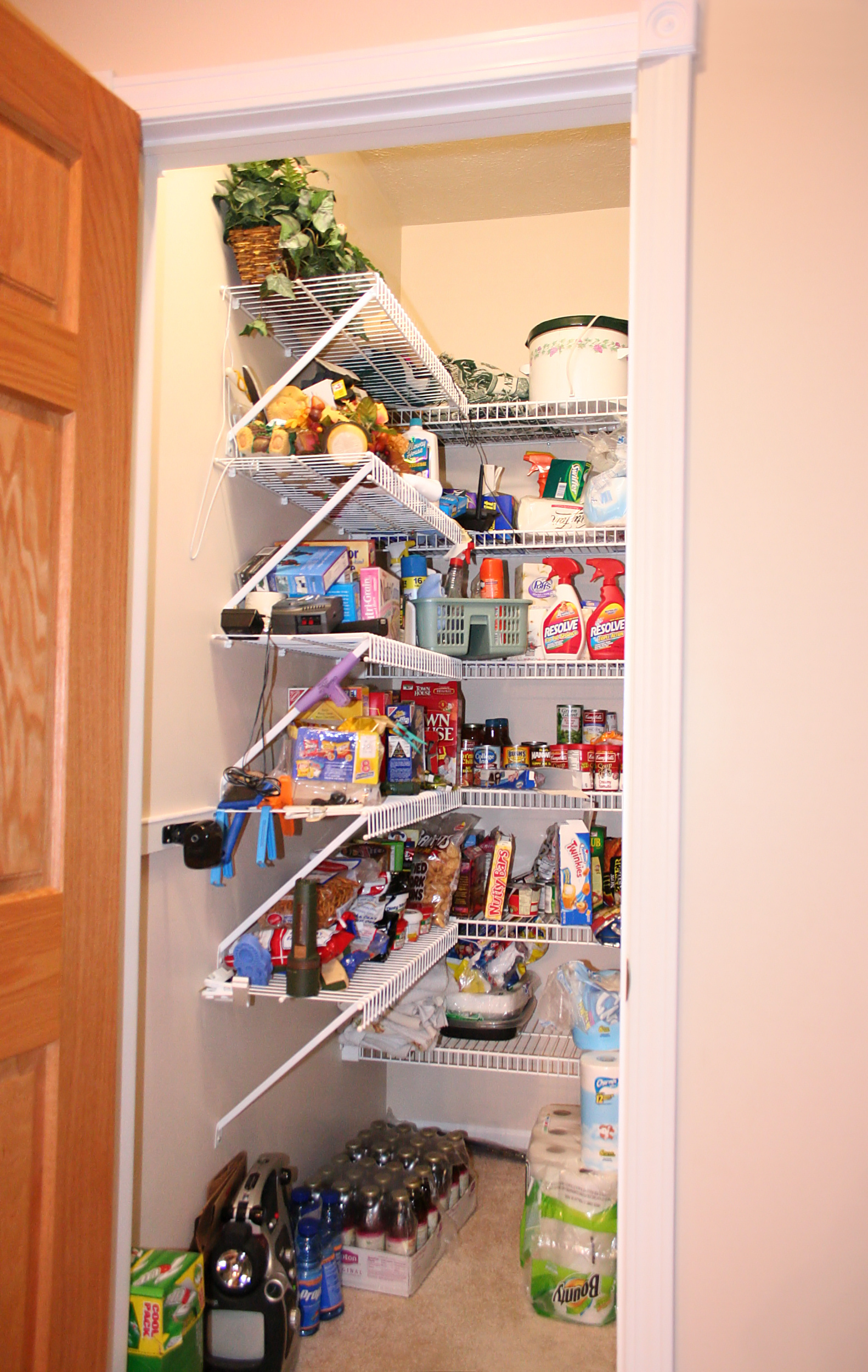
Een inloopkast ingericht als voorraadkast

Een inloopkast of dressing (Belgisch-Nederlands) is in een huis ingebouwde ruimte (een kleine kamer) die geheel bedoeld is om te gebruiken als opbergruimte (kast). Meestal bevinden zich aan alle wanden kastplanken, al dan niet voorzien van een (schuif)deur.
Wanneer de kast als klerenkast gebruikt wordt en de ruimte groot genoeg is om zich om te kleden, bevindt zich in de inloopkast vaak ook een spiegel.
Een ingebouwde kast waar men niet in kan lopen wordt wel vaste kast genoemd. De inloopkast en de vaste kast zijn beide afgesloten door middel van een 'gewone' kamerdeur. Het zijn dus qua vorm geen kasten in de traditionele betekenis, wel qua functie.
De vaste kast komt vooral voor in huizen gebouwd in de 20e eeuw. In de tegenwoordige bouw komen ze niet meer voor — inloopkasten des te meer.